# Nοtiοdytiki Gaudοs kai Gavdοpoula
Nοtiοdytiki Gaudοs kai Gavdοpoula este o arie protejată (arie de protecție specială avifaunistică — SPA) din Grecia întinsă pe o suprafață de 9.655,27 ha, integral pe uscat.

## Localizare
Centrul sitului Nοtiοdytiki Gaudοs kai Gavdοpoula este situat la coordonatele 34°54′00″N 24°01′11″E / 34.900017°N 24.019824°E.

## Înființare
Situl Nοtiοdytiki Gaudοs kai Gavdοpoula a fost declarat arie de protecție specială avifaunistică în octombrie 2002 pentru a proteja 12 specii de animale.

## Biodiversitate
Situată în ecoregiunile marină mediteraneană și mediteraneană, aria protejată nu include niciun habitat protejat.
La baza desemnării sitului se află mai multe specii protejate de  păsări (12): lăstunul mare (Apus apus), caprimulg (Caprimulgus europaeus), lăstun de casă (Delichon urbicum), egretă mică (Egretta garzetta), Falco eleonorae, șoim călător (Falco peregrinus), rândunică (Hirundo rustica), Phalacrocorax aristotelis desmarestii, Sylvia ruppeli, Tachymarptis melba, fluierar de mlaștină (Tringa glareola), fluierar de lac (Tringa stagnatilis).